# Kościół św. Stanisława Biskupa w Lubatowej
Kościół św. Stanisława Biskupa – zabytkowy rzymskokatolicki kościół, znajdujący się w Lubatowej, w województwie podkarpackim, w powiecie krośnieńskim, w gminie Iwonicz-Zdrój. Kościół został wpisany do rejestru zabytków nieruchomych województwa podkarpackiego.

## Historia
Poprzedni drewniany kościół został rozebrany w 1921 roku. Nowy budynek, murowany z cegły i kamienia został wybudowany w latach 1911–1912, według projektu Jana Sas-Zubrzyckiego z 1911 roku, konsekrowany przez bp Franciszka Bardę w 1937 roku.

## Architektura
Kościół jest pseudobazylikowy, trójnawowy, z transeptem. Korpus jest trzyprzęsłowy, prezbiterium zamknięte trójbocznie jest jedno przęsłowe, wzmocnione kamiennymi skarpami. Po jego prawej stronie znajduje się zakrystia na planie kwadratu, po lewej kaplica na planie prostokąta. W skrzyżowaniu zastosowano sklepienie gwiaździste. Korpus i nawy boczne przykrywa stromy dach. Piaskowiec zastosowano do budowy wysokiej podmurówki, wieży, skarp, obramień okiennych, gzymsu kordonowego, podcieni i portali. Detal ceglany zastosowano do kilku ostrołukowych nadproży i parapetów.
Wieża nakryta wysokim dachem czterospadowym z czterema narożnymi wieżyczkami. Do wieży dobudowano dwa piętrowe aneksy, po prawej ze schodami na chór kościelny, po lewej z dolną kondygnacją w formie podcienia nawiązującą do form romańskich.

## Wystrój i wyposażenie
- Pierwotne wyposażenie wnętrza (z XVIII – XX wieku) pochodziło ze starego kościoła[2];
- witraże wykonane przez Krakowski Zakład Witrażów S.G. Żeleński w 1919 roku[2];
- czternastogłosowe organy, wykonane w 1925 roku przez Franciszka Kandefera z Iwonicza[2];
- polichromię wykonał Stanisław Zima, według projektu Stanisława Jakubczyka w 2005 roku[2].